# Équipe d'Algérie masculine de handball au Championnat d'Afrique 2000
Cet article relate le parcours de l'Équipe d'Algérie masculine de handball lors du Championnat d'Afrique 2000, disputé du 22 avril au 1er mai 2000 en Algérie.
L'Algérie termine deuxième derrière l'Égypte et devant la Tunisie.

## Effectif
- Samir Helal
- Abdelghani Loukil
- Yazid Akchiche
- Redouane Aouachria
- Abdérazak Hamad
- Redouane Saïdi
- Sofiane Lamali
- Tahar Labane
- Abdeldjalil Bouanani
- Salim Nedjel

Entraîneur :Salah Bouchekriou

## Parcours détaillé

### Résultats
| Date et Heure       | Équipe 1 | Score   | Équipe 2            |
| ------------------- | -------- | ------- | ------------------- |
| 22 avril 2000 15h30 | Algérie  | 32 – 8  | Gabon               |
| 24 avril 2000 16h30 | Algérie  | 21 – 8  | République du Congo |
| 25 avril 2000 16h30 | Égypte   | 22 – 20 | Algérie             |
| 28 avril 2000 16h30 | Algérie  | 36 – 10 | RD Congo            |
| 29 avril 2000 16h30 | Algérie  | 18 – 13 | Maroc               |
| 1er mai 2000        | Algérie  | 13 – 11 | Tunisie             |

### Classement final
|                             | Équipe              | Pts | J | G | N | P | Bp  | Bc  | Diff |
| --------------------------- | ------------------- | --- | - | - | - | - | --- | --- | ---- |
| Médaille d'or, Afrique      | Égypte              | 12  | 6 | 6 | 0 | 0 | 175 | 100 | 75   |
| Médaille d'argent, Afrique  | Algérie             | 10  | 6 | 5 | 0 | 1 | 140 | 72  | 68   |
| Médaille de bronze, Afrique | Tunisie             | 7   | 6 | 3 | 1 | 2 | 151 | 82  | 69   |
| 4                           | Maroc               | 7   | 6 | 3 | 1 | 2 | 137 | 113 | 24   |
| 5                           | République du Congo | 4   | 6 | 2 | 0 | 4 | 112 | 156 | -44  |
| 6                           | Gabon               | 2   | 6 | 1 | 0 | 5 | 80  | 158 | -78  |
| 7                           | RD Congo            | 0   | 6 | 0 | 0 | 6 | 87  | 201 | -114 |

L'Algérie est qualifiée pour le Championnat du monde 2001.